# Korpus weteranów
Korpus weteranów (ang. The Hard Corps) – amerykański film akcji z 2006 w reżyserii Sheldona Letticha, z Jeanem-Claude’em Van Damme’em obsadzonym w roli głównej.

## Obsada
- Jean-Claude Van Damme – Phillippe Sauvage
- Razaaq Adoti (jako Raz Adoti) – Wayne Barclay
- Vivica A. Fox – Tamara Barclay
- Peter James Bryant – Kendall Mullins